# Río Assineau
El río Assineau es un curso de agua en el centro de Alberta, Canadá. El río fluye hacia el lago Lesser Slave. El nombre del río deriva del vocablo utilizado por los Cree para indicar nadie.
El río se forma en el Parque Provincial Grizzly Ridge Wildland y se dirige al norte hacia Pequeño Lago de los Esclavos donde desemboca, siendo uno de los cinco afluentes del lago. El río pasa por la autopista 2 de Alberta y pasa por la aldea de Assineau, Alberta. Por su cercanía a la autopista el acceso es sencillo en su extremo final, no así en sus extremos agua arriba, con acceso limitado debido a lo denso del bosque que lo rodea.
En el punto donde desemboca en el Pequeño Lago de los Esclavos se encuentra el aentamiento río Assineau 150F donde habitan miembros de la Primera Nación Swan River (Cree: ᐚᐱᓯᐤ ᓰᐱᐩ, wâpisiw-sîpiy), miembros de la banda Cree de los Bosques. 